# عشق، دروغ‌ها
عشق، دروغ‌ها (انگلیسی: Love, Lies; کره‌ای: 해어화) یک فیلم درام تاریخی محصول سال ۲۰۱۶ کره جنوبی به کارگردانی پارک هونگ شیک و همکاری مجدد بازیگران هان هیو جو، چون وو هی و یو یون سوک پس از زیبایی درون (۲۰۱۵) است. داستان این فیلم در سال ۱۹۴۳، دوران استعمار ژاپن بر کره واقع شده‌است. در این فیلم، بهترین دوستان جونگ سو یول (هان هیو جو) و سو یون هی (چون وو هی) دو تا از آخرین گیسنگ‌های باقیمانده هستند. عشق، دروغ‌ها در ۱۳ آوریل ۲۰۱۶ منتشر شد. منتقدان فیلم را به خاطر بازسازی دقیق از سئول دههٔ ۱۹۴۰، با محل‌های فیلمبرداری، وسایل، لباس‌ها و موسیقی مناسب آن دوره تاریخی تحسین کردند.